# Nokia Lumia 730
Nokia Lumia 730 – smartfon z serii Lumia produkowany przez fińską firmę Nokia, zaprezentowany we wrześniu 2014 roku jako następca modelu Lumia 720. Działa pod kontrolą systemu operacyjnego Windows Phone 8.1. Istnieje jej druga wersja – Nokia Lumia 735 z odblokowanym 4G LTE.

## Oprogramowanie
Nokia Lumia 730 pracuje pod kontrolą systemu Microsoft Windows Phone 8.1 z dodatkiem Lumia Denim. Preinstalowane są programy takie jak: Kalkulator, Zegar, Kalendarz, Budzik, Przypomnienia, Spis telefonów, Zadania, Pokój rodzinny, Kącik dziecięcy, OneNote, Sieci społecznościowe w książce telefonicznej, Portfel, Adidas miCoach. Dodatkowo smartfon wyposażono w podstawowe oprogramowanie biurowe – Excel, Word, PowerPoint i Lync oraz nawigację HERE Maps oraz inne aplikacje wykorzystujące połączenie GPS i rozszerzoną rzeczywistość, np. Nokia Miasto w Obiektywie. Dodatek „Lumia Cyan” umożliwia korzystanie z kilku autorskich rozwiązań Nokii - Camera, Storyteller czy Beamer. Ze względu na brak pamięci wyświetlacza nie jest możliwe i nie będzie możliwe korzystanie z Glance (podglądu na wyłączonym ekranie). Użytkownik może dodatkowo pobierać aplikacje i gry ze sklepu Windows Phone Store.

## Kolorystyka
| Dostępne kolory |
|                 |

## Warianty
- Nokia Lumia 730 – podstawowy
- Nokia Lumia 730 Dual SIM – wyposażony dodatkowo w drugi slot na kartę Micro SIM[2]
- Nokia Lumia 735 – wyposażony dodatkowo w moduł 4G LTE[3]